# 美鱗黑麗魚
美鱗黑麗魚，為輻鰭魚綱鱸形目隆頭魚亞目慈鯛科的其中一種，被IUCN列為易危保育類動物，分布於非洲馬拉威湖Likoma島流域，棲息深度5-8公尺，體長可達8公分，棲息在沙石底質水域，以藻類、浮游生物為食，生活習性不明。

## 擴展閱讀
維基物種上的相關：美鱗黑麗魚